# Özvegy
Az özvegy az a férfi vagy nő, akinek a házastársa meghalt. (A név előtt álló rövidítése: özv. Házastársa a halotti és egyéb jelentésekben „néhai”.) Az elhalt házastársát a jog szerinti özvegyi nyugdíj illeti meg. Az özvegyi jog az örökhagyó házastársának haszonélvezeti joga a hagyaték azon részére, amelyet nem örököl. Az özvegy férj vagy feleség újbóli házasságával az özvegyi jog megszűnik.

### Jog
A feudalizmusban a védtelen özvegyek (elsősorban nők) és árvák jogainak védelmét országgyűlési határozatok szabályozták és a vármegye intézményei felügyelték és hajtották végre. Az özvegységre jutott nők vagyoni és ezzel szociális szempontból jobban ki voltak szolgáltatva, ezért helyzetükön általában újabb házassággal igyekeztek javítani.
Az özvegyi címer (de: Witwewappen) olyan házassági címer, melynek mindkét pajzsa megoldott szerelemkötéllel van körülvéve. Az özvegyek saját címerüket gyakran díszkötésbe kötött zsinórral díszítették.

### Vallás
Az özvegy egyben sokszor özvegységben élt szentté avatott vagy szentként tisztelt asszonyok címe is.